# Catedral de San Fructuoso (Tacuarembó)
La catedral de San Fructuoso se levanta en la ciudad de Tacuarembó, Uruguay. Está situada en la intersección de las calles 18 de Julio y Joaquín Suárez.

## Historia
Por iniciativa del padre Jaime Ros en el año 1892 se impulsó la construcción del templo frente a la Plaza 19 de Abril, en el lugar de un antiguo rancho, y en el año 1899 se colocó la piedra fundamental. 
Su inauguración fue recién en el año 1917, con una misa oficializada por el padre impulsor de la obra Jaime Ros. En 1930 se instaló el reloj de la torre.
Este edificio neorrománico constituye la sede de la Diócesis de Tacuarembó. El templo está dedicado al obispo y mártir san Fructuoso de Tarragona.
En el año 2006 la catedral fue declarada monumento histórico nacional, por la Comisión del Patrimonio Cultural de la Nación.